# Mistrzostwa Świata Juniorek w Hokeju na Lodzie 2022
Mistrzostwa Świata Juniorek w Hokeju na Lodzie 2022 były 14. mistrzostwami świata juniorek w hokeju na lodzie organizowanymi przez IIHF. Mistrzostwa rozgrywane były w czterech kategoriach. Zawody były jednocześnie kwalifikacją do następnego turnieju.

## Elita
| Miejsce | Drużyna           |
| ------- | ----------------- |
|         | Kanada            |
|         | Stany Zjednoczone |
|         | Finlandia         |
| 4       | Szwecja           |
| 5       | Czechy            |
| 6       | Słowacja          |
| 7       | Szwajcaria        |
| 8       | Niemcy            |

W tej części mistrzostw uczestniczyły 8 najlepszych reprezentacji juniorskich na świecie. System rozgrywania meczów był inny niż w niższych dywizjach. Najpierw wszystkie drużyny uczestniczyły w fazie grupowej, podzielone na dwie grupy. Dwie pierwsze drużyny z grupy A, automatycznie awansowały do półfinału. Trzecia i czwarta drużyna z grupy A, oraz pierwsza i druga z B spotkały się w ćwierćfinale. Ekipy z miejsc 3 i 4 z grupy B walczyły między sobą o utrzymanie. Najsłabsza drużyna spadła do Dywizji I, Grupy A. Mecze zostały rozegrane w dniach 6 – 13 czerwca 2022 roku w Madison oraz Middleton.

## Pierwsza dywizja
Grupa A
| Miejsce | Drużyna  |
| ------- | -------- |
| 1       | Japonia  |
| 2       | Francja  |
| 3       | Włochy   |
| 4       | Węgry    |
| 5       | Norwegia |

Grupa B
| Miejsce | Drużyna          |
| ------- | ---------------- |
| 1       | Austria          |
| 2       | Polska           |
| 3       | Chińskie Tajpej  |
| 4       | Korea Południowa |
| 5       | Dania            |
| 6       | Chiny            |

Grupa A Dywizji I jest drugą klasą mistrzowską, z której pierwsza drużyna uzyskała awans do Elity. Grupa B Dywizji I stanowi trzecią klasę mistrzowską. Jej zwycięzca awansował do Dywizji I, Grupy A.
Turnieje I Dywizji zostały rozegrane:

Grupa A – od 3 do 8 kwietnia 2022 roku w Győr, Węgry

Grupa B – od 6 do 11 września 2022 roku w Radenthein, Austria.

## Druga dywizja
| Miejsce | Drużyna         |
| ------- | --------------- |
| 1       | Hiszpania       |
| 2       | Wielka Brytania |
| 3       | Australia       |
| 4       | Holandia        |
| 5       | Łotwa           |
| 6       | Turcja          |
| 7       | Meksyk          |
| 8       | Kazachstan      |
| 9       | Islandia        |

Dywizja II jest czwartą klasą mistrzowską, z której pierwsza drużyna uzyskała awans do Dywizji I, Grupy B. Najsłabsze dwie drużyny spadły do nowo utworzonej Dywizji II, Grupy B.
Turniej II Dywizji został rozegrany w dniach od 27 czerwca do 5 lipca 2022 roku w Stambule w Turcji.